# هاري واربورتون
هاري واربورتون هو متزلج جماعي سويسري، ولد في 10 أبريل 1925، وتوفي في 2005 في زيورخ في سويسرا.

## وصلات خارجية
- هاري واربورتون على موقع اللجنة الأولمبية الدولية (الإنجليزية)
- هاري واربورتون على موقع أوليمبيديا (الإنجليزية)